# Трогон жовтогрудий
Трогон жовтогрудий (Trogon rufus) — вид птахів родини трогонових (Trogonidae).

## Поширення
Вид поширений в Центральній і Південній Америці від Гондурасу до півночі Аргентини. Він є мешканцем нижчих ярусів вологих тропічних лісів і віддає перевагу глибокій тіні підліску.

## Опис
Порівняно невеликий птах, 23-24 см завдовжки і вагою 54-57 г, з білим підхвістям з чорними смужками, жовтими дзьобом і крилами. У самця зелена голова, коричневі груди і задня частина, чорне обличчя і шия, а золотисто-жовтий живіт. Самиця з коричневим обличчям, грудьми і ззадом, червонуватим хвостом і жовтим черевом.

## Спосіб життя
Харчується комахами та дрібними плодами. Гніздиться в осиних гніздах, мурашниках, термітниках або у дуплі гнилого дерева. Кладка складається з двох-трьох білих яєць.